# Martin Stocklasa
Martin Stocklasa (Grabs, 29 de maio de 1979), é um futebolista suíço naturalizado  liechtensteinense que atua como zagueiro. Atualmente, joga pelo St. Gallen.
Ele jogou pelo FC Zürich, FC Vaduz, Dynamo Dresden e SV Ried. Stocklasa, e seu irmão, Michael (agora aposentado), ambos atuaram a nível internacional pela Seleção Liechtensteiniense de Futebol e Martin tem 109 jogos.

## Títulos
Vaduz
- Copa de Liechtenstein: 1998, 1999, 2003, 2004, 2005, 2006

Zürich
- Copa da Suíça: 2000

SV Ried
- Copa da Áustria: 2010–11

Individual
- Futebolista do Ano em Liechtenstein: 1997–98, 1999–2000, 2008-2009